# Die Kairo Verschwörung
Die Kairo Verschwörung (Originaltitel: Boy from Heaven bzw. Walad Min Al Janna; Alternativtitel: Cairo Conspiracy) ist ein Spielfilm von Tarik Saleh aus dem Jahr 2022. 
Der Thriller, eine europäische Koproduktion zwischen Schweden, Frankreich, Finnland und Dänemark, wurde im Wettbewerb des Filmfestivals von Cannes am 20. Mai 2022 uraufgeführt.

## Handlung
Adam, Sohn eines Fischers, erhält ein Stipendium, um an der renommierten al-Azhar-Universität in Kairo studieren zu können. Als der Scheich al-Azhar, das Oberhaupt der Universität, plötzlich verstirbt, bricht ein Machtkampf um seine Nachfolge aus. Der bei der Staatssicherheit tätige Oberst Ibrahim wird damit beauftragt, den Kandidaten zu unterstützen, der von Staatspräsident Abd al-Fattah as-Sisi favorisiert wird. Als Ibrahims Informant Zizo innerhalb der Al-Azhar-Universität ermordet wird, versucht er den unschuldigen Adam – der den Mord beobachtet hat – als Ersatz zu gewinnen. Ohne Verbindungen und Kontakte passt Adam perfekt ins Profil. In der Folge wird der junge Mann zum Spielball der religiösen und politischen Elite Ägyptens. Dennoch bewährt sich Adam. Dabei infiltriert er die Muslimbrüder, auf die er angesetzt wurde und schwärzt im Zuge dessen seinen Freund Raed bei ihnen an. Als die Muslimbrüder Adam als Informanten entlarven, wird er von Ibrahim in letzter Minute gerettet.
Inzwischen gesteht der blinde Scheich Negm, der populärste der drei Kandidaten um die Nachfolge des verstorbenen Scheich der Azhar, den Mord an dem Informanten. Er will damit die Staatssicherheit unter Druck setzen, die den Mord selbst in Auftrag gegeben hat.
Adam wird zum Assistenten des fundamentalistischen Kandidaten Scheich Al Durani befördert und konfrontiert diesen in einer öffentlichen Fragestunde mit einer Frage über heimliche Kinder. Dies macht diesem klar, dass seine heimliche Heirat mit einer jungen Frau – der ein Sohn entsprungen ist – bekannt geworden ist und macht den Weg frei für den Favoriten des Militärs.
Der Vorgesetzte Ibrahims – Soliman – möchte Adam loswerden und verlangt, dass dieser dazu gezwungen wird, den Mord an dem Informanten zu gestehen. Adam wird daraufhin inhaftiert und von dem Vorgesetzten mit Folter bedroht. Ibrahim unterstützt ihn aber und kann wiederum Solimans Vorgesetzten General Al Sakran davon überzeugen, dass Adam Scheich Negm überreden kann, sein falsches Geständnis zurückzuziehen. Dies gelingt ihm mit religiösen Argumenten.
Am Ende sieht man Adam, wie er zu seiner Familie zurückkehrt und wieder mit seinem Vater zum Fischen aufs Meer hinausfährt.

## Produktion
Gedreht wurde in der Süleymaniye-Moschee in Istanbul, in Göteborg (Standort der Staatssicherheit) und in Kairo (Straßenszenen). Die Hintergründe des Films beschreibt die 2024 gedrehte arte-Dokumentation Es war einmal... "Die Kairo-Verschwörung".

## Rezeption
In einem rein französischen Kritikenspiegel der Website Le film français sah keiner der 15 Kritiker Die Kairo-Verschwörung als Palmen-Favoriten an. Acht Kritiker (La Croix, Le Figaro, L’Humanité, Le Monde, Ouest-France, Le Parisien, RTL, Télérama) vergaben aber mit drei Sternen jeweils die zweitbeste Wertung an den Film. Im internationalen Kritikenspiegel der britischen Fachzeitschrift Screen International erhielt der Film 2,3 von 4 möglichen Sternen und belegte unter allen 21 Wettbewerbsbeiträgen einen 16. Platz. Mitglied des Kritikenspiegels war auch der Brite Peter Bradshaw (The Guardian), der an Die Kairo-Verschwörung die zweithöchste Bewertung vergab. Der Film erinnere ihn an die Werke John le Carrés und er pries Die Kairo-Verschwörung als „hervorragend umgesetzten paranoiden Alptraum“. Es handle sich um ein „mutiges Stück Arbeit“ und Saleh erschaffe „sehr angespannte Szenen“ bei Adams Infiltrationsversuchen. Auch wenn Bradshaw das Gefühl hatte, dass im letzten Akt der Regisseur „nicht ganz den Mut zu seinen satirischen Überzeugungen“ in seinem „kühn antiklerikalen Film“ hatte, „der dem Spektakel des Glaubens eine verborgene Realität von Korruption und Heuchelei“ gegenüberstelle.
Andreas Kilb (Frankfurter Allgemeine Zeitung) lobte Die Kairo-Verschwörung als „etwas fundamental Neues, weil er Dinge zeigt, die so im Kino noch nie zu sehen waren: eine islamische Universität als Schauplatz tödlicher Intrigen, ein Minarett als Ort der Bedrohung, einen Gebetsraum als Zentrum eines Komplotts“. Er prognostizierte, dass der Film in der arabischen Welt viele „Proteste und Verbote“ auslösen werde. Die Kairo-Verschwörung verfüge nicht nur über eine antiislamistische Haltung, sondern der Film sei sogleich ein wortloses Manifest des Arabischen Frühlings. „Der Staat, den er zeigt, ist keinen Deut besser als die Herrschaft der Muslimbrüder, sein Apparat knechtet die Menschen nicht weniger als der politische Islam“, so Kilb. Später rechnete Kilb dem Film Chancen auf einer der Festivalpreise ein, da das Werk „zwei große Themen der Gegenwart, Unrechtsstaat und Islamismus, dramaturgisch“ zusammenbringe.

## Auszeichnungen
Für Die Kairo-Verschwörung erhielt Saleh 2022 seine erste Einladung in den Wettbewerb um die Goldene Palme, den Hauptpreis des Filmfestivals von Cannes. Dort gewann der Film den Drehbuchpreis.
Darüber hinaus gelangte das Werk in die Vorauswahl zum Europäischen Filmpreis 2022 und als offizieller Kandidat Schwedens auf die Shortlist (Vorauswahl von 15 Filmen) für den besten internationalen Film bei der Oscarverleihung 2023.